# Labirinto del Drago
(Gideon Jura, ad Aurelia)
Labirinto del Drago (in inglese Dragon's Maze) è un'espansione del gioco di carte collezionabili Magic: l'Adunanza, edito da Wizards of the Coast. In vendita in tutto il mondo dal 3 maggio 2013, è il terzo ed uiltimo set di tre del Blocco di Ritorno a Ravnica, che comprende anche Ritorno a Ravnica ed Irruzione.

## Ambientazione
Nel piano dimensionale di Ravnica, un tempo pacifico, ma ora teatro di continue lotte per il potere da parte delle dieci gilde che lo compongono, il destino ha preso una piega decisiva. Niv-Mizzet il Mentefiamma, drago leader della gilda Izzet, ha scoperto l'esistenza di un misterioso "labirinto implicito" composto di pura magia, che attraverserebbe tutta Ravnica ed in particolare i dieci cancelli delle gilde: i continui esperimenti magico-scientifici del Mentefiamma erano ed erano sempre stati dediti a capire la composizione del dedalo e come attraversarlo.

Attraverso un planeswalker di nome Ral Zarek, nuovo membro della gilda, Niv-Mizzet ha lanciato perciò una sfida alle dieci gilde di Ravnica: attraversare il labirinto fino in fondo, dove pare si celi una ricompensa al di là di ogni immaginazione... Le gilde accettano così la sfida eleggendo un rappresentante ciascuna, un campione che dovrà scontrarsi con gli altri percorrendo il labirinto del drago.
I dieci campioni delle gilde sono:
- Lavinia del Decimo per il Senato Azorius
- Emmara Tandris per il Conclave di Selesnya
- Varolz lo Sfregiato per lo Sciame Golgari
- Exava, Strega di Sangue Rakdos per il Culto di Rakdos
- Melek, Archetipo Izzet per la Lega Izzet
- Mirko Vosk, Suggimente per la Casata Dimir
- Tajic, Lama della Legione per la Legione Boros
- Vorel del Clade del Carapace per l'Alleanza Simic
- Ruric Thar, l'Indomito per i Clan Gruul
- Teysa, Delegata dei Fantasmi per il Sindacato Orzhov

Ral Zarek stesso, in preda alla propria brama di potere, non si farà scrupoli a causare problemi alle altre gilde e alla propria, distruggendo Melek e prendendone il posto, oltre che a Jace Beleren, anche lui alle prese con il mistero del labirinto. Il piano di Ral tuttavia fallirà, e sarà Jace il primo a risolvere il labirinto implicito. In seguito all'evento il planeswalker diventerà un autentico "patto delle gilde" vivente.

## Caratteristiche
Labirinto del Drago è composta da 156 carte, stampate a bordo nero, così ripartite:
- per colore: 10 bianche, 10 blu, 10 nere, 10 rosse, 10 verdi, 85 multicolore, 10 incolori, 11 terre.
- per rarità: 70 comuni, 40 non comuni, 35 rare e 11 rare mitiche.

Il simbolo dell'espansione è composto dai simboli sovrapposti delle due precedenti espansioni, e si presenta nei consueti quattro colori a seconda della rarità: nero per le comuni, argento per le non comuni, oro per le rare, e bronzo per le rare mitiche.
Labirinto del Drago è disponibile in bustine da 15 carte casuali e in 5 mazzi tematici precostituiti da 60 carte ciascuno:
- Azorius Authority (bianco/blu)
- Rakdos Revelry (nero/rosso)
- Orzhov Power (nero/bianco)
- Gruul Siege (rosso/verde)
- Simic Domination (verde/blu)

### Prerelease
Labirinto del Drago fu presentata in tutto il mondo durante i tornei di prerelease il 28 aprile 2013. Diversamente dal solito, i giocatori hanno dovuto scegliere una qualsiasi delle dieci gilde presentate nelle due precedenti espansioni, ricevendo un cofanetto contenente quattro bustine da 15 carte di Labirinto del Drago, una "bustina di gilda" (bustina da 15 carte contenente solo carte appartenenti alla gilda scelta) ed una bustina di un'altra gilda, chiamata "alleato segreto" e scelta casualmente fra le quattro gilde che hanno in comune un colore con la gilda scelta dal giocatore, ma non presentate nella stessa espansione (esempio, se un giocatore sceglieva la gilda Dimir, blu/nera presentata in Irruzione, l'alleato segreto sarebbe stato scelto a caso fra le gilde presentate in Ritorno a Ravnica fra i cui colori figuravano il blu oppure il nero: Azorius, Izzet, Rakdos o Golgari).

Queste confezioni contenevano anche una speciale carta olografica promozionale, la terra Fine del Labirinto, che a differenza dei due tornei di prerelease precedenti non poteva essere inclusa all'interno del proprio mazzo durante il torneo. La carta promo presentava un'illustrazione alternativa rispetto a quella che si poteva trovare nelle bustine.
Novità assoluta nei tornei di prerelease, ad ogni organizzatore è stato consegnato un poster raffigurante le illustrazioni dei dieci cancelli delle gilde, della Fine del Labirinto e della Passeggiata Transgilda di Ritorno a Ravnica, oltre ad un adesivo per ciascuna gilda raffigurante il simbolo della stessa. I giocatori appartenenti ad una stessa gilda hanno perciò dovuto eleggere un campione, che ad ogni vittoria avrebbe fatto avanzare il simbolo della propria gilda di due passi (due illustrazioni) nel poster, come una sorta di gioco dell'oca senza dadi: i campioni delle gilde che al termine del torneo sarebbero avanzati più delle altre, avrebbero ottenuto delle bustine premio.

### Ristampe
Nel set sono state ristampate le seguenti carte da espansioni precedenti:
- I dieci cancelli delle gilde (cinque presenti nei set Ritorno a Ravnica e cinque in Irruzione)
- Animista Ferale (presente nel set Patto delle Gilde)
- Putrificare (presente nel set Ravnica: Città delle Gilde e nel Duel Deck: Izzet vs Golgari)
- Draghetto del Vento (presente nelle edizioni Portal, Tempesta, Starter 1999, nei set base dalla Sesta Edizione alla Nona Edizione, Magic 2010 e Magic 2013)

## Novità nelle bustine
Le bustine da 15 carte di Dragon's Maze presentano una differenza rispetto alle classiche bustine: a differenza della normale ripartizione delle carte (10 carte comuni, 3 non comuni, 1 rara o rara mitica, 1 terra base ed una carta addizionale raffigurante una pedina creatura o informazioni sul gioco), esse non avrebbero contenuto una terra base, ma bensì uno dei dieci cancelli di gilda, o una "shockland" (terra doppia non base, rara) delle due precedenti espansioni.
La società Wizards of the Coast ha inoltre diramato, poco dopo l'annuncio dell'espansione, un comunicato speciale: per un errore, dieci carte rare non sono state stampate nella loro speciale versione olografica foil (occasionalmente inserite nelle bustine), e sostituite con le versioni foil delle dieci terre shocklands di Ritorno a Ravnica ed Irruzione. La Wizards ha in seguito fornito ai negozianti convenzionati una nuova scorta delle dieci carte non stampate, comunicando inoltre che, chiunque trovasse una shockland foil in una bustina, presentandola al negoziante avrebbe diritto ad una delle dieci carte inizialmente non stampate. Ciò non includeva tuttavia il consegnare la shockland al negoziante, ma solo mostrarla.

Le dieci carte rare coinvolte sono:
- Rinunciare alle Gilde
- Rampollo di Vitu-Ghazi
- Eteremorfo
- Trattamento delle Fattezze
- Scrivano del Sangue
- Pontefice della Rovina
- Tempesta di Possibilità
- Sciamano della Pira
- Krasis Rinnegato
- Sferzavolatili

## Novità
Labirinto del Drago riprende le carte "splitted" (composte da due carte differenti, stampate a metà grandezza sulla stessa carta) dell'edizione Caos Dimensionale, dotandole di una nuova abilità. Inoltre in questa espansione viene presentata una nuova carta Planeswalker.

### Nuove abilità
- Fusione

Fusione è un'abilità presente unicamente nelle nuove carte splitted: se il giocatore ha la possibilità di pagare entrambi i costi delle due metà della carta, le può lanciare entrambe invece che una sola. I due effetti verranno perciò considerati uno solo, e verranno impilati come fossero sorti da una sola carta.

### Nuovi Planeswalker

#### Ral Zarek
Ral Zarek è un planeswalker umano al servizio della gilda degli Izzet. Malgrado il suo genio, è una persona arrogante e presuntuosa che non si fa scrupoli pur di raggiungere i suoi scopi, come ad esempio risolvere il mistero del "labirinto implicito", che crede gli darebbe il potere necessario per governare l'intera Ravnica. Sfortunatamente per lui, i suoi continui tentativi vengono prontamente "smontati" dal capoglida Niv-Mizzet, che alle parole preferisce di gran lunga i risultati.